# الدوري الهندي الممتاز
الدوري الهندي الممتاز هو دوري كريكت للمحترفين في الهند يتكون من 8 فرق في 8 مدن مختلفة. يقام الدوري عادة في الفترة ما بين مارس ومايو من كل عام.
الدوري الهندي هو أكثر دوريات الكريكت حضوراً للجماهير في العالم والسادس ضمن جميع الدوريات الرياضية في العالم. 
وفي نوفمبر 2023، أبدت السعودية اهتمامها بشراء حصة بمليارات الدولارات في الدوري الهندي الممتاز للكريكيت، الذي يُعتبر أكثر الأحداث الرياضية ربحية عالمياً، بعد سلسلة من الاستثمارات أقدمت عليها المملكة وقلبت رياضات احترافية مثل كرة القدم والغولف.